# Infrastrukturprojekt i Göteborg 2010–2021
Mellan åren 2010 och 2021 satsas 482 miljarder svenska kronor på infrastrukturprojekt i Sverige[källa behövs]. I Göteborgsregionen satsas totalt 61 miljarder kronor, varav 17 miljarder är trängselskatt, 27 miljarder är övriga statliga medel och 17 miljarder skjuts till från kommunerna och regionen. Detta ska finansiera projekt som kommer att bidra till Göteborgsregionens utveckling.

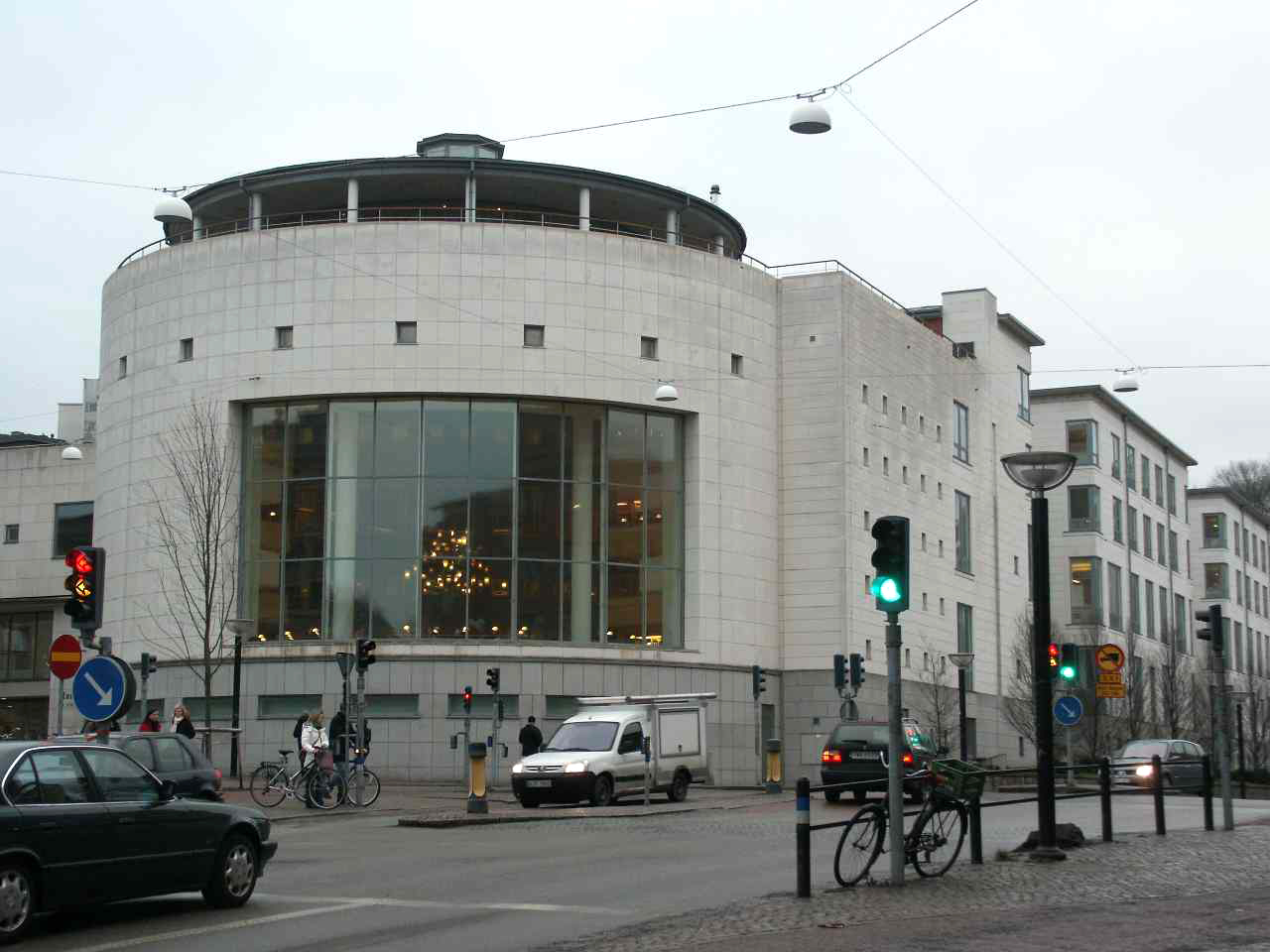
Handelshögskolan, ett möjligt mål för pendlare

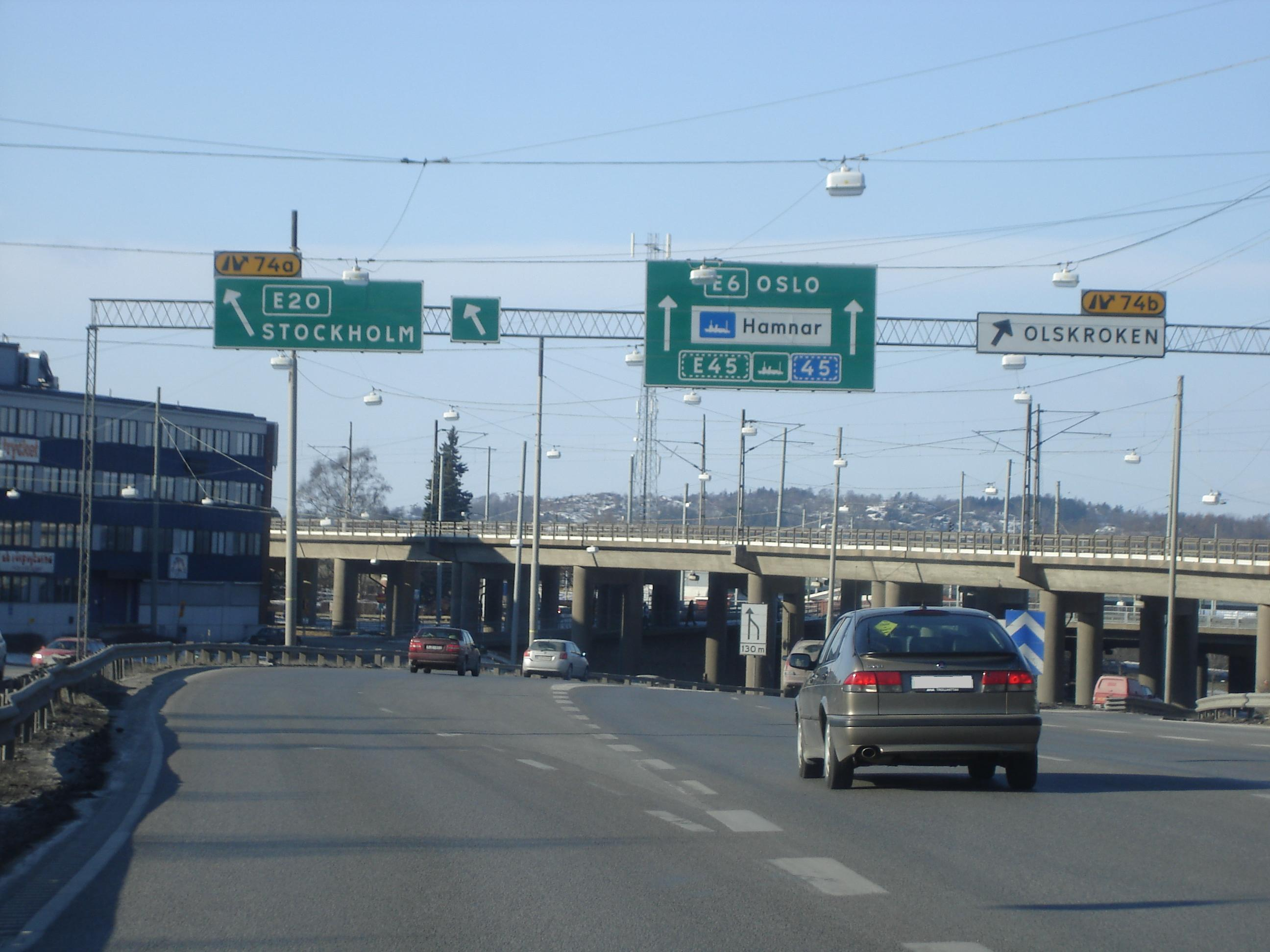
E6 vid Olskroksmotet

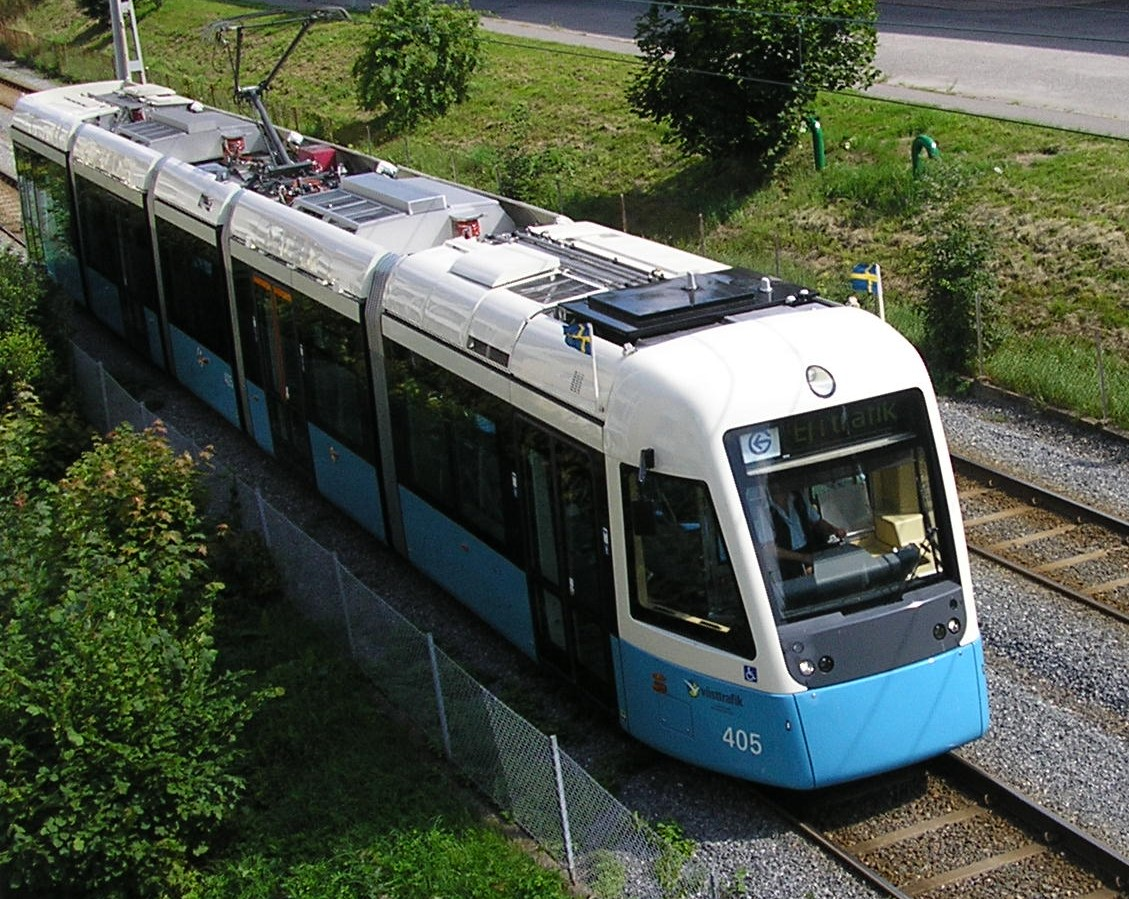
Siriospårvagnen i Göteborg kommer att trafikera fler linjer inom 10 år

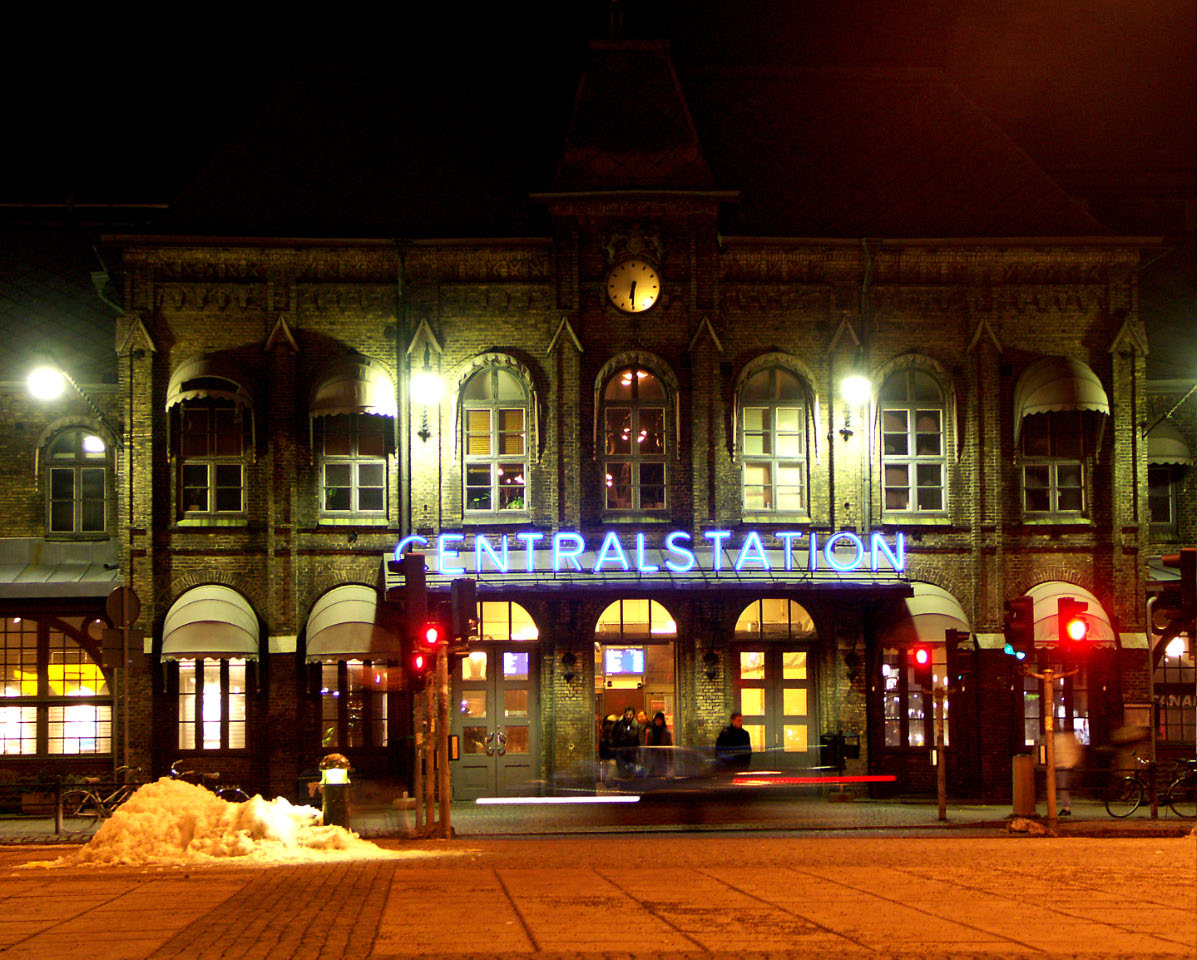
Göteborgs Central, stadens nya knutpunkt när Västlänken är klar

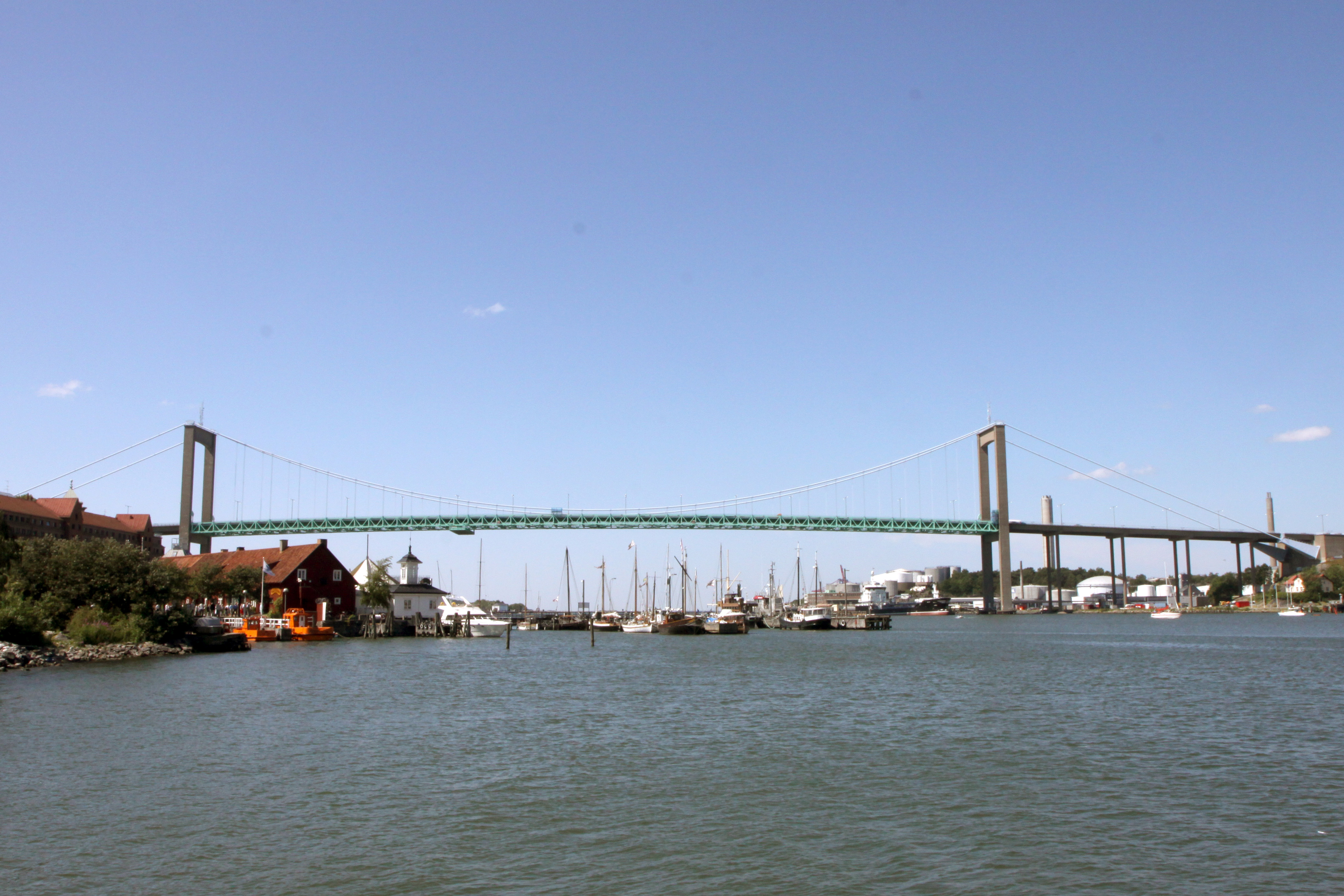
Älvsborgsbron, en av de älv-överfarter som beläggs med trängselskatt.

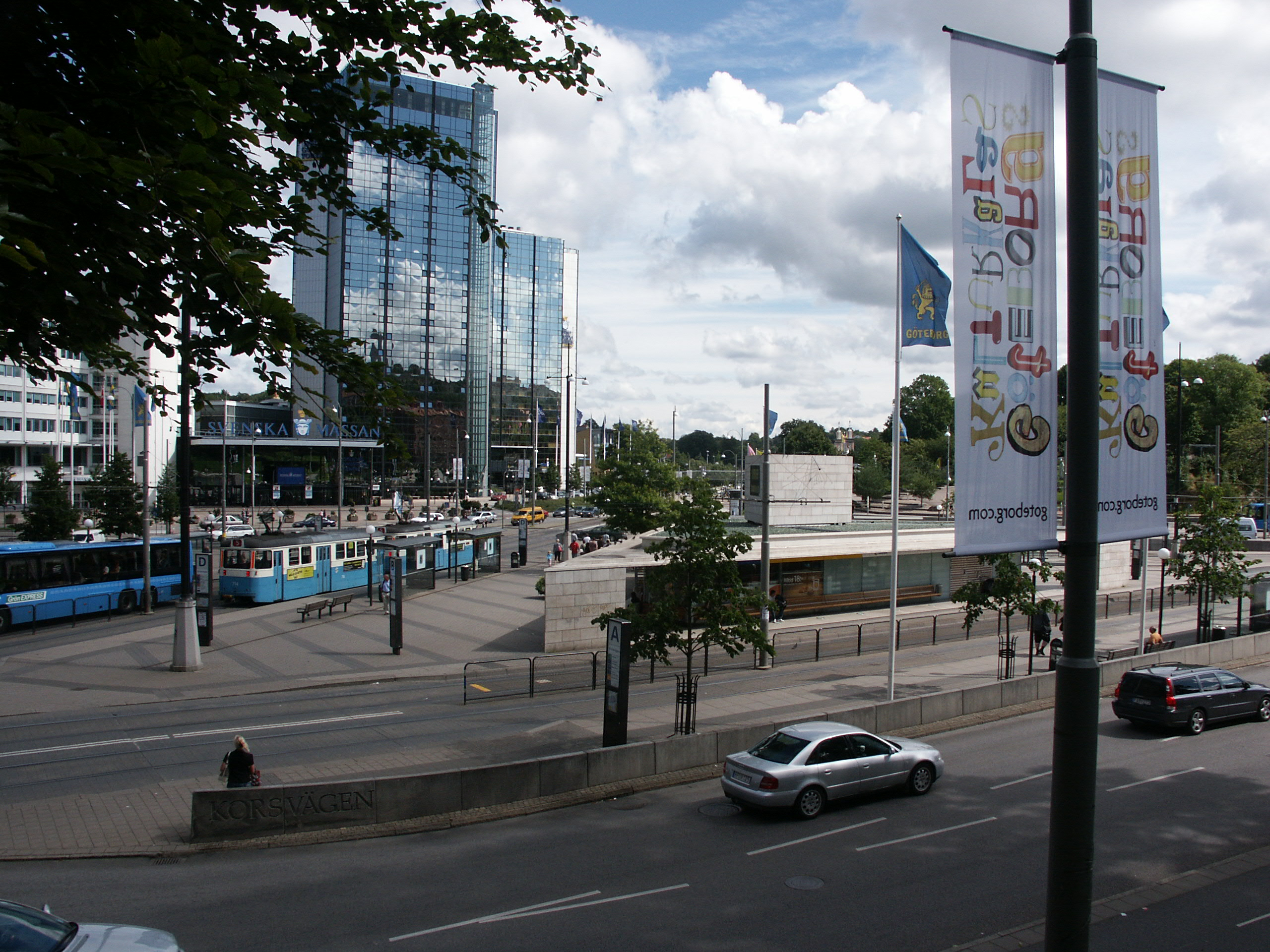
Korsvägen, en av de blivande stationerna till Västlänken

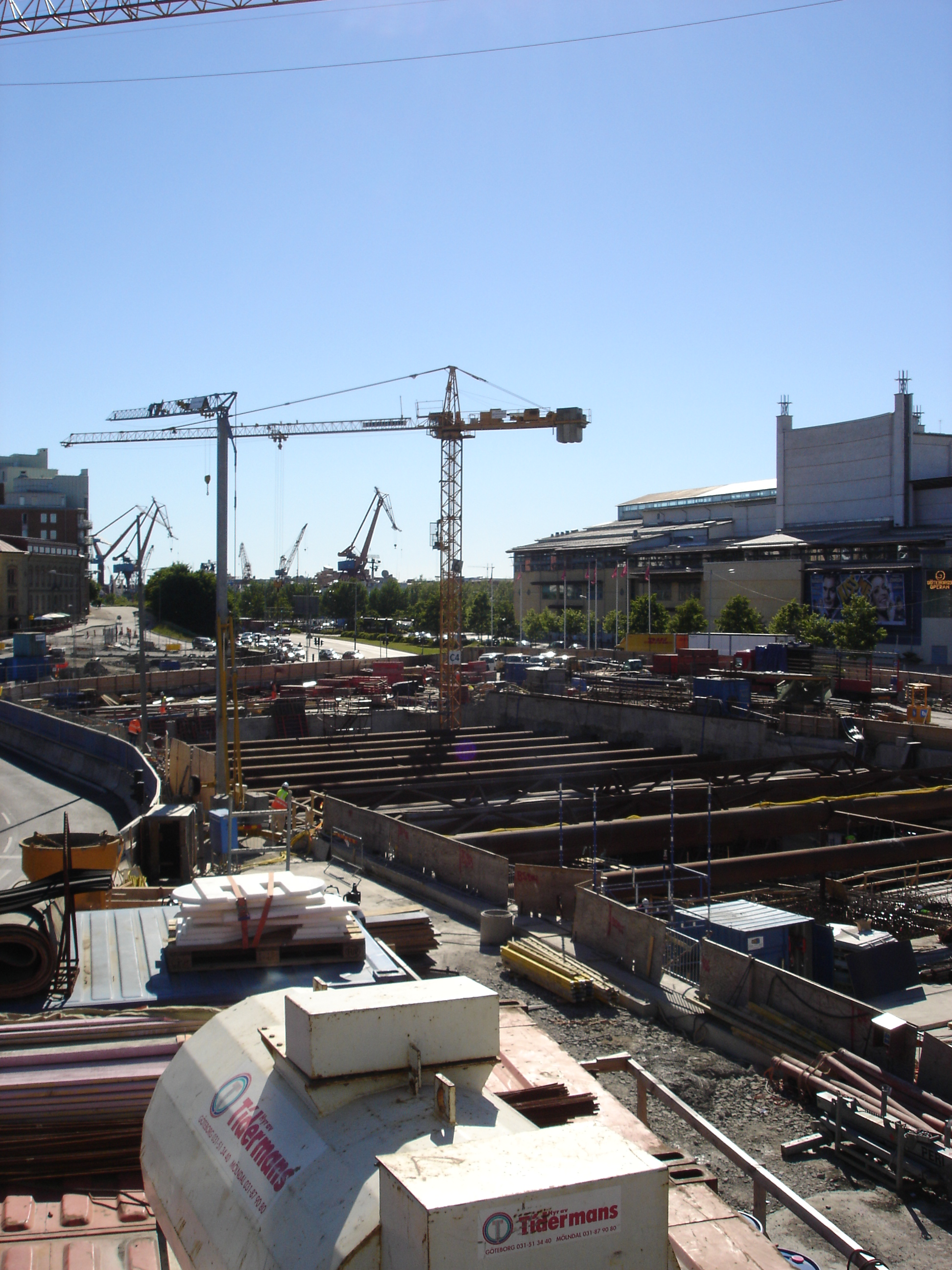
Götatunneln under konstruktion

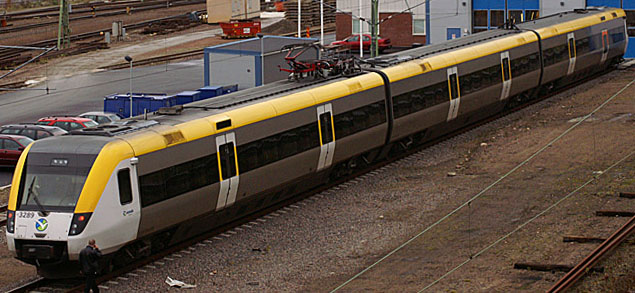
Ett Västtrafiktåg, kommer att trafikera Västlänken.

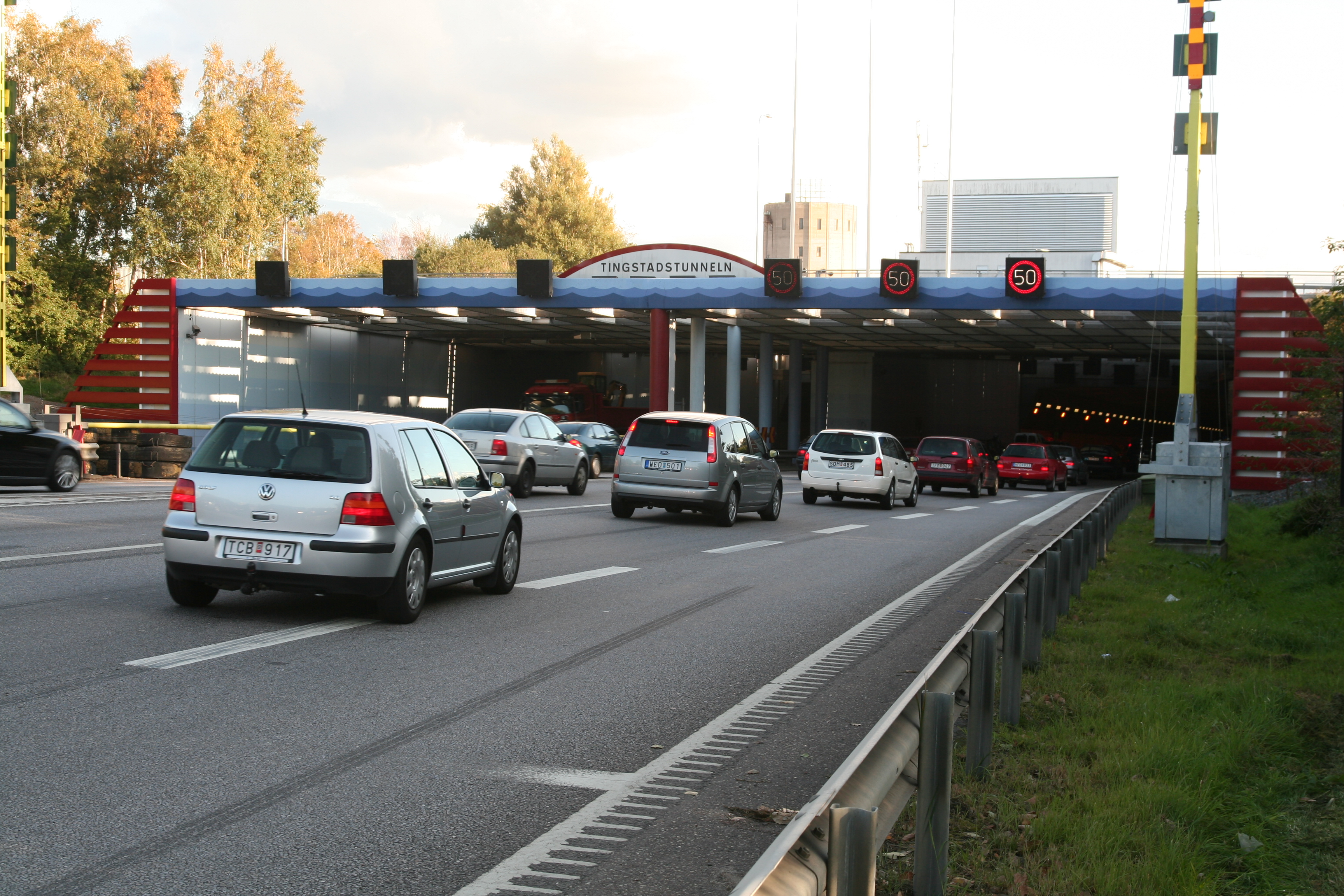
Den idag hårt belastade Tingstadstunneln avlastas när Marieholmstunneln byggs.

## Bakgrund
Göteborgsregionen växer i befolkning sedan lång tid och fortsätter med det (816 000 år 2005, 878 000 år 2009 och 973 132 år 2018 exkl Alingsås/Lilla Edet). Inte minst växer kommunerna runt Göteborg, delvis på grund av brist på villatomter i Göteborg. Till villor i kranskommunerna åker de flesta bil, och biltrafiken ökar sedan länge och det är ofta köer på vägarna i Göteborg, och de växer.
För att förbättra trafiksituationen vill man bygga vissa vägprojekt plus locka bilåkare att åka kollektivt. För att locka bilägare att åka kollektivt behövs snabbare restider, bra turtäthet samt goda möjligheter till snabba byten mellan tåg, spårvagnar, buss och båt.
Göteborg har under lång tid lobbat för att få statliga pengar till viktiga infrastrukturprojekt i Göteborgsområdet, den 30 mars 2010 höll infratrukturministern Åsa Torstensson (C) en presskonferens på Korsvägen i Göteborg där hon presenterade regeringens beslut för infrastruktursatsningar mellan 2010 och 2021. Åsa Torstensson kommenterade; "Detta är en stor satsning på infrastrukturen i Västsverige (..) Genom ett unikt samarbete mellan staten, regionen och kommunerna kan vi förverkliga Västlänken, Marieholmstunneln och flera andra dyra projekt.". Totalt satsar regeringen 482 miljarder SEK, varav 65 miljarder SEK kommer att finansieras genom vägavgifter, EU-medel, kommunala bidrag och trängselskatter, där både Stockholm och Göteborg satsar mycket pengar. Av dessa går 217 miljarder kronor till investeringar, varav 33 miljarder kronor till länen och 184 miljarder kronor till investeringar i den nationella planen. 200 miljarder kronor går till drift- och underhållsåtgärder, varav 136 miljarder kronor till väg och 64 miljarder kronor till järnväg.
Bland de projekt som nu realiseras finns det Västsvenska paketet, där det totalt satsas 61 miljarder varav 44 miljarder från regeringen och 17 miljarder från Göteborgs kommun, där trängselskatterna betalar den stora merparten. Detta ska bland annat betala Marieholmstunneln, som regeringen redan veckan innan gett klartecken till och den enorma kollektivtrafiksatsningen Västlänken och K2020. Andra projekt som nu fått sin finansiering klar är en ny Götaälvbro, en utbyggnad av hamnbanan på Hisingen och en ny järnvägsbro över Göta älv, utbyggnad av E20 till motorväg, bland annat genom Alingsås och Alingsås-Vårgårda, fortsatt utbyggnad av E45 Göteborg-Trollhättan till motorväg, sista etapperna i utbyggnaden av E6 i Bohuslän till motorväg, ny tågtunnel under centrala Varberg och flera andra mindre projekt. Västra Götalandsregionen satsar även de 5,8 miljarder kronor på investeringar i mindre riksvägar, länsvägar och resecentrum för kollektivtrafiken.

## Finansiering genom trängselavgifter
Av de 61 miljarder som satsas ska 17 miljarder finansieras genom den trängselskatt som införs 2013 i centrala Göteborg. De områden som berörs är de centrala delarna av Göteborg samt älvöverfarterna Älvsborgsbron, Götaälvbron och Tingstadstunneln.
Under sommaren 2008 genomförde Göteborgs kommun, Göteborgsregionen, Västra Götalandsregionen och Vägverket tillsammans en utredning angående vägavgifter som ett alternativt finansieringssätt till den planerade Marieholmstunneln i Göteborg.
Under vintern 2010 klubbade ett enigt kommunfullmäktige igenom beslutet att införa trängselavgifter så snart som möjligt, detta trots att man tidigare lovat en folkomröstning i frågan och att låta närliggande kommuner komma till tals. Beslutsprocessen skilde sig från Stockholms där det tog flera år att komma fram till ett beslut. Efter att Vägverket fått klartecken från Finansdepartementet att genomföra en utredning tog det bara 6 månader tills beslutet togs. Man hade från början två modeller till var vägtullarna skulle placeras, en liten ring i centrala Göteborg eller en ännu mindre ring i centrum samt avgift på alla älvöverfarter. Efter att Västra Götalandsregionen, Halland, Göteborgsregionens kommunalförbund och kommunstyrelsen i Göteborg bestämt sig för det senare förslaget beslutade även Göteborgs kommunfullmäktige om att införa detsamma. Införandet godkändes av regeringen och den 1 januari 2013 infördes trängselskatt i Göteborg.

## Färdigställda projekt

### Partihallsförbindelsen
Är en kort bit korsningsfri fyrfältsväg, mellan E45 och E20 i Göteborg, knappt en kilometer lång. Den korsar Västra stambanan som är en trång sektor i Göteborgstrafiken. Västra stambanan korsas inom Göteborgs kommun förutom Partihallsförbindelsen endast av E6 och Gamlestadsvägen. Båda dessa vägar besvärades av långa köer i rusningstrafik. En annan väg är att runda centralstationen, rakt genom centrum, även den överbelastad, med avgaser i centrum som följd. Bygget av viadukten påbörjades hösten 2008 och var färdig 1 december 2011.

### Motorväg och järnväg Göteborg-Trollhättan
År 2012 färdigställdes en dubbelspårig järnväg mellan Göteborg (Olskroken) och Trollhättan, Norge/Vänerbanan. Järnvägen byggdes helt utan plankorsningar och med kurvradier på normalt minst 5 200 meter. 
Detta ska åtminstone mellan Lödöse och Trollhättan, tillåta hastigheter på 250 km/tim, när signalsystemet bytts ut under 2020-talet och nya tåg skaffats. Mellan Göteborg och Lödöse blir hastigheten högst 200 km/tim, detta för att högre inte tillåts förbi perronger.
Samtidigt färdigställdes en motorväg på samma sträcka, väg E45, dock med några saknade delsträckor, som blivit skjutna på framtiden, troligen till efter 2021.

### Övriga projekt
- Sista etapperna i utbyggnaden av E6 i Bohuslän till motorväg, klart 2015.

## Planerade och finansierade projekt

### Västlänken
Är en planerad  järnvägstunnel med stationer under centrala Göteborg vars syfte är att förenkla kommunikationerna inom Göteborg, Västra Götaland och nationellt. Utan Västlänken går det inte att få full effekt av bland annat järnvägsutbyggnaden till Landvetter flygplats. Den blir juridiskt sett inte en tunnelbana, eftersom den är avsedd för tåg på det vanliga järnvägsnätet. 
Kommunens olika remissinstanser har enats om att stödja alternativet Haga-Korsvägen, som innebär en station vid Korsvägen, en vid Hagaparken och en norr om nuvarande centralstationen, som kommer att finnas kvar för fjärrtågen.
Närmare bestämt kommer station Korsvägen ligga i berget omedelbart väster om Korsvägen, med nedgång från dagens hållplatsområde. Station Hagaparken kommer att ligga under Hagakyrkan. Det kommer att bli nära övergång till spårvägens hållplatser Hagakyrkan och Handelshögskolan. Den tredje stationen blir alldeles norr om Nils Ericssonterminalen, runt 400 m från spårvagnshållplatsen Drottningtorget och 250 m från spårvagnshållplatsen Nordstan.
En motivering till delar av dragningen, särskilt att man går norr om Nordstan, är att det är mycket vanskligt att dra en tunnel i lera under byggnader. Det kan bli mycket dyrt (jämför "Big Dig"). I berg går det bra. Man kan gå genom Brunnsparken, vilket dock skulle kosta 2 miljarder mer och kräva ett byggdike rakt genom parken i flera år.
Västlänken fick sin finansiering klar den 30 mars 2010 när infrastrukturminister Åsa Torstensson offentliggjorde regeringens planer för de kommande 10 åren.

### Marieholmstunneln
Är en planerad och projekterad vägtunnel under Göta älv i Göteborg i anslutning till Partihallsförbindelsen. Tunneln kommer att ligga norr om Tingstadstunneln och beräknades 2008 kosta runt 3,5 miljarder.
Torsdagen den 25 mars 2010 beslutade regeringen att godkänna tunnelprojektet, efter långtida påtryckningar från Göteborgs håll. Detta innebär att en arbetsplan kommer att upprättas av vägverket och att tunnelbygget kan komma igång redan hösten 2010, förutsatt att inga överklaganden inlämnas. Regeringen ansåg att tunnelprojektet behövs i Göteborg för att avlasta trafiken som korsar Göta älv. Tingstadstunneln är idag starkt överbelastad med över 120 000 passerande fordon varje dygn och Götaälvbron kommer inom några år behöva rivas. Tunneln kommer tillsammans med den Partihallsförbindelsen binda ihop vägarna E6, E45 och E20, och kommer att innebära en rejäl avlastning av Olskroksmotet och genomfarterna i Göteborg.

### "Nya" Götaälvbron
Götaälvbron är ön Hisingens enda spårvägsförbindelse med fastlandet och den är dessutom en pulsåder för huvuddelen av all kollektivtrafik över älven. Bron är i dåligt skick och behöver ersättas av en ny bro senast 2020. Till denna ansluts Bangårdsviadukten vilken fullbordar vägen Nya Allén i en ring runt city, och dessutom avlastar den den något hektiska trafiksituationen på vägen som rundar centralstationen. En ny Göta älvbro kommer också att ge ett nytt hållplatsläge för spårvagn och lokalbuss öster om Nordstan som förkortar gångavståndet från Västlänkens nya station.

### Hamnbanan
Utbyggnad av den strategiskt viktiga Hamnbanan på Hisingen till dubbelspår inklusive ytterligare ett spår över älven (ny Marieholmsbro). Två etapper (tunnel Eriksbergsmotet-Pölsebobangården samt den redan nämnda älvöverfarten) finns med i Banverkets senaste framtidsplan gällande fram till 2021. Göteborgs hamn är Nordens största hamn och utan bra kommunikationer kan den inte växa, såvida inte antal lastbilar genom staden och på infartslederna ska öka kraftigt, vilket man inte vill.

### E45 Lilla Bommen
Väg E45 grävs ned och täcks över längs cirka en kilometer mellan Lilla Bommen (Götatunnelns mynning) och Falutorget (och trafikljuskorsningen försvinner). Detta genomförs 2016-2020 för att minska trafikbuller för de många byggnader som ska byggas nordöst om centralstationen. Det fanns till 2016 en regel om att bostäder inte fick byggas nära huvudtrafikleder, och sådana vägar inte byggas nära bostäder. Det ändrades 2016 till att det går att bygga bostäder nära sådana vägar om särskilda bullerskydd byggs in. E45 grävs ändå ned eftersom det är beslutat och man ändå vill ha en trivsam miljö.

### Övriga projekt
- Utbyggnad av E20 till motorväg, bland annat genom Alingsås och Alingsås-Vårgårda
- Ny tågtunnel under centrala Varberg
- Förbigångsspår mellan Göteborg och Herrljunga

## Framtida ej finansierade projekt

### Götalandsbanan
Götalandsbanan är en tilltänkt höghastighetsbana mot Stockholm som i ett första skede byggs ut till Borås, Västra Götalandregionens näst största stad efter Göteborg. På sträckan till Borås går idag Kust till kust-banan som genom en etappvis dubbelspårsutbyggnad i sin helhet skulle utgöra den framtida banan mot Borås och Stockholm. Byggstart har tidigare (före 2009) satts till 2016 för första etappen Mölnlycke – Bollebygd men har sedermera reviderats till preliminärt 2021. Denna första etapp innebär minst 10 minuter snabbare restid, två turer i timmen mot en idag, och en station under Landvetter flygplats.

### Nordlänken
Nordlänken är ett namn på järnvägen mellan Göteborg och Kornsjø över Öxnered. Det finns förslag bland annat från Oslo stad att bygga höghastighetsbana mellan Öxnered och Kornsjø eller annan parallell sträcka såsom via Uddevalla.

### E45
- Utbyggnad av E45 Göteborg-Trollhättan till motorväg på de tre saknade platserna. Samt utbyggnad av E45 Vänersborg-Mellerud till bättre och säkrare väg, troligen 2+1-väg.